# Molkenmarkt

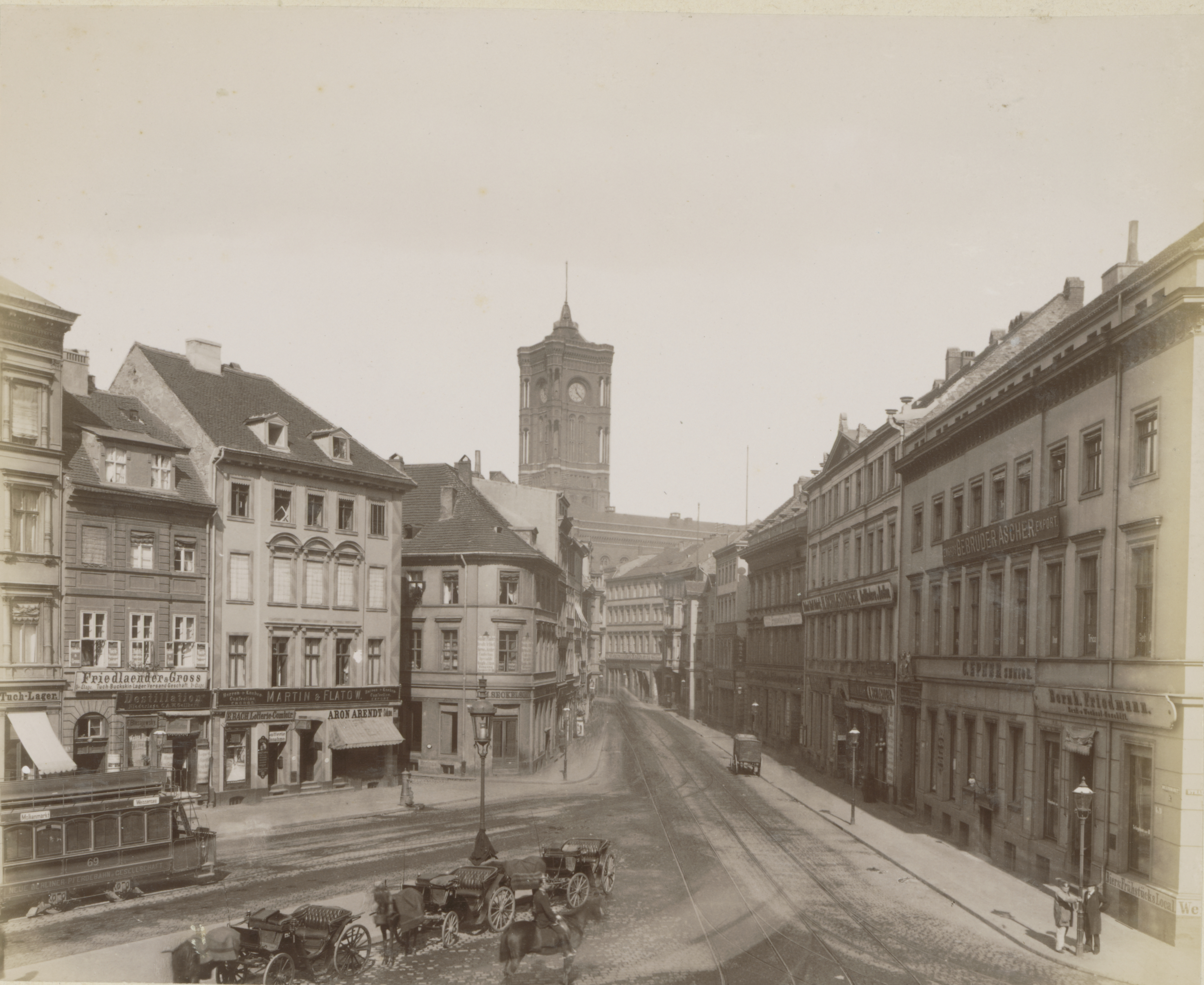
Molkenmarkt, ca. 1890

Der Molkenmarkt (früherer Name: Alter Markt bzw. Olde Markt) ist der älteste Platz Berlins. Er liegt im Ortsteil Mitte, östlich des Nikolaiviertels unweit der Spree, und war seit den 1960er Jahren nur ein stark frequentierter Verkehrsknotenpunkt und Parkplatz.
Der Platz wird durch das Alte Stadthaus mit seinem hohen Turm und seiner Rundkuppel dominiert und durch die verkehrsreiche Grunerstraße in ost-westlicher Richtung zerschnitten. Die im Zweiten Weltkrieg zerstörte Randbebauung und in der Nachkriegsgeschichte eingeebnete Fläche lässt ihn nicht mehr als Stadtplatz erleben. Ursprünglich war er Teil des ehemals dicht bebauten und kleinteiligen Berliner Altstadtkerns am Rande des Klosterviertels.
Auf 89 historischen Grundstücken ist eine Neubebauung des Areals geplant, im Sommer 2021 startete dazu ein öffentlicher städtebaulicher Wettbewerb. Diverse Initiativen und Politiker mehrerer Parteien setzen sich für eine möglichst starke Annäherung an den historischen Grundriss sowie eine altstädtische Architektur ein, um dem ältesten Platz und Viertel Berlins gerecht zu werden.

## Archäologische Grabungen erkunden die Vorgeschichte des Platzes

### Senatsbeschluss zur Neugestaltung
Am 19. April 2016 beschloss der Senat von Berlin den Bebauungsplan zur Wiederherstellung des Molkenmarktes.
Die Verschmälerung und Verschwenkung der Grunerstraße hat parallel dazu ebenfalls begonnen und soll im Jahr 2022 abgeschlossen sein. Die dann frei werdende zukünftige Baufläche soll dann noch einmal rund zwei Jahre lang gründlich untersucht werden. Die Zeitvorgaben erscheinen insgesamt unrealistisch, denn auch die Wohnbebauung soll schon 2022 beginnen. Eine nochmalige detaillierte Ablaufplanung aller Beteiligten – Verkehrs-, Bau und Kulturverwaltung des Senats, der Wohnungsbaugesellschaften und der betroffenen privaten Eigentümer und Berliner Bürger – soll zur Entschärfung der Konflikte stattfinden.
Ab etwa 2022 soll nach den Senatsbeschlüssen die historische Struktur als Molkenmarktviertel wieder hergestellt werden.

### Grabungsarbeiten ab 2019

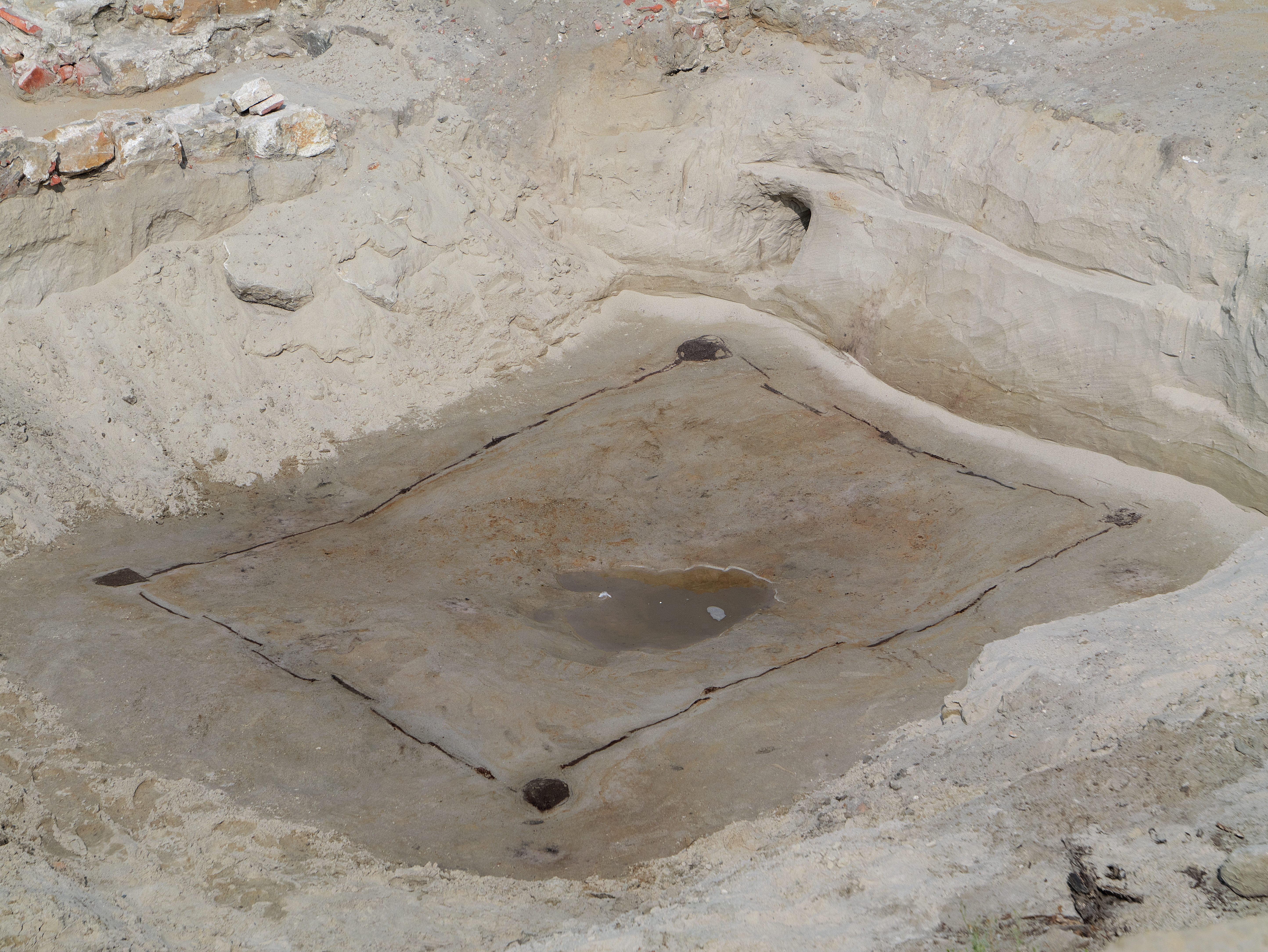
Archäologische Reste eines mittelalterlichen rechteckigen Holzgebäudes mit vier dicken Holzpfosten in den Ecken und Brettern dazwischen rund vier Meter unter der heutigen Oberfläche im Grundwasser.

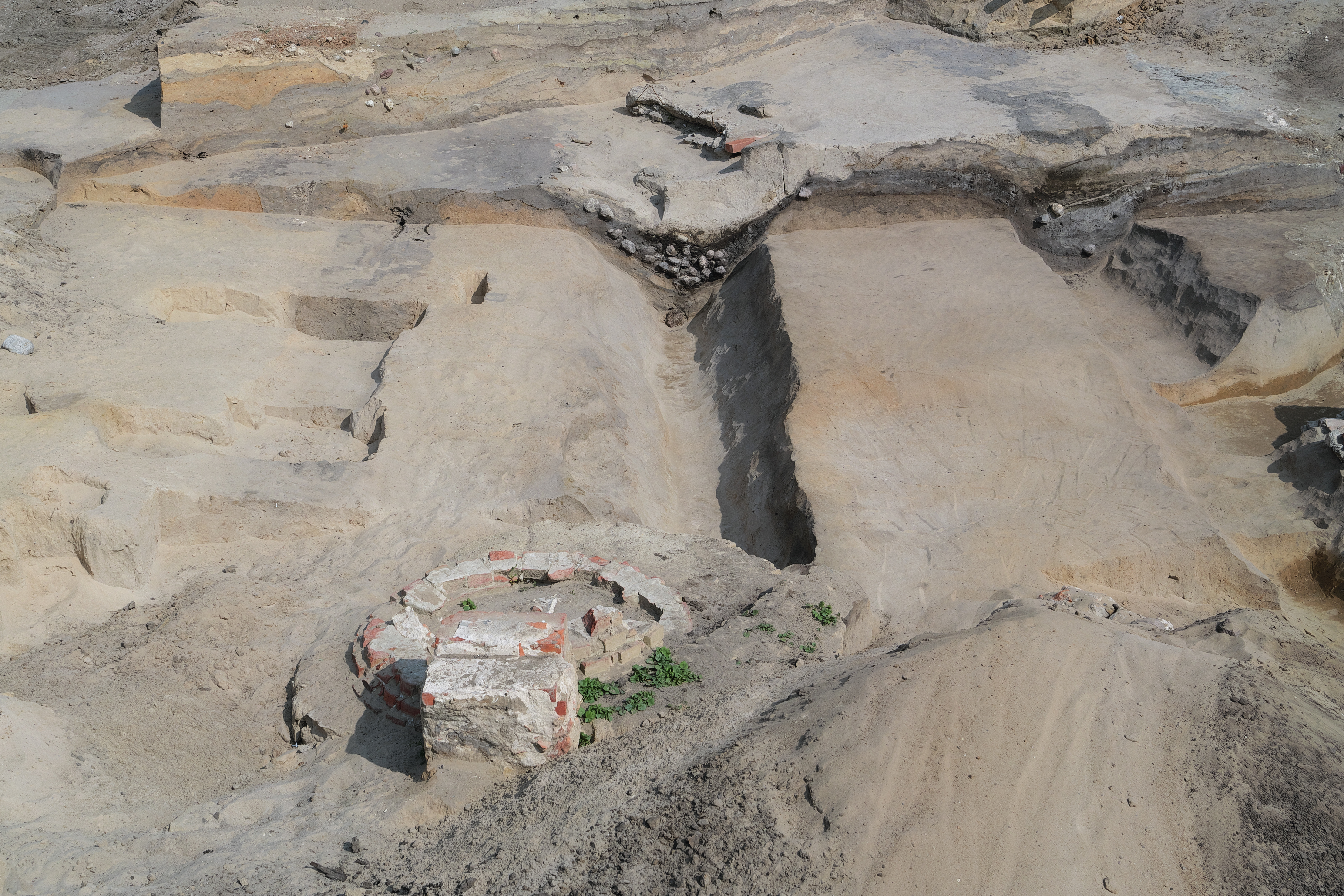
Archäologische Grabung mit mittelalterlichen Entwässerungsgräben

Zunächst führten Archäologen vom 14. Januar bis Juli 2019 Grabungen auf dem nördlichen Streifen des Mühlendamms durch. Die Ergebnisse führten dazu, dass das Grabungsfeld auf 25.000 m² erweitert wurde, es ist damit mehr als doppelt so groß wie der bisher ausgewiesene Molkenmarkt.
Der Senat misst diesem Bereich der Anfänge Berlins besondere Bedeutung zu, denn anders als bei normalen Untergrunduntersuchungen, die meist von externen Fachfirmen durchgeführt werden, sind zu den Arbeiten zwei Projektteams direkt im Landesdenkmalamt Berlin eingerichtet worden und ein Grabungsleiter aus diesem Amt, der Historiker Michael Malliaris, wurde eingesetzt. Insgesamt sind fast 30 Personen in mehreren Schichten mit der intensiven Sichtung und Dokumentation des Untergrundes beschäftigt, darunter auch vier Praktikanten aus der Jugendbauhütte Berlin/Brandenburg, 16 befristet eingestellte Mitarbeiter und zwei Flüchtlinge, die vom Verein Schlesische 27 zu einem Praktikum abgestellt wurden. Die Stadtverwaltung finanzierte die Grabungen in den Jahren 2020/2021 mit insgesamt 6,7 Millionen Euro.
Erste überraschende Ergebnisse wurden schon bis Februar 2020 bekannt: ein leicht angekohltes Holzstück, das in einer 50 cm dicken rot-schwarzen Schicht unter dem heutigen Straßenniveau gefunden wurde, konnte mit Hilfe der Dendrochronologie auf das Fälljahr 1469 bestimmt werden. Höchstwahrscheinlich diente es bereits als Baumaterial für ein Fachwerkhaus an der Fundstelle. Die roten Materialreste sind verziegelter Lehm, die schwarzen sind zerfallene Bauhölzer. Und unter dem Fundament des Fachwerkhauses traten noch die klaren Umrisse eines einfachen Holzhauses zutage, das etwa sechs Meter lang und 2,50 Meter breit war. In dieser Schicht befanden sich außerdem Keramikscherben, die in das 13. Jahrhundert verweisen, also unmittelbar auf die Entstehung der ersten Siedlung. Etwa 2,50 Meter darunter fanden die Grabenden nur noch eiszeitlichen Sand, in dem sich jedoch kleine schwarze Punkte zeigten, die nach Erkenntnissen von Archäologen auf menschlicher Grabungstätigkeit beruhen.

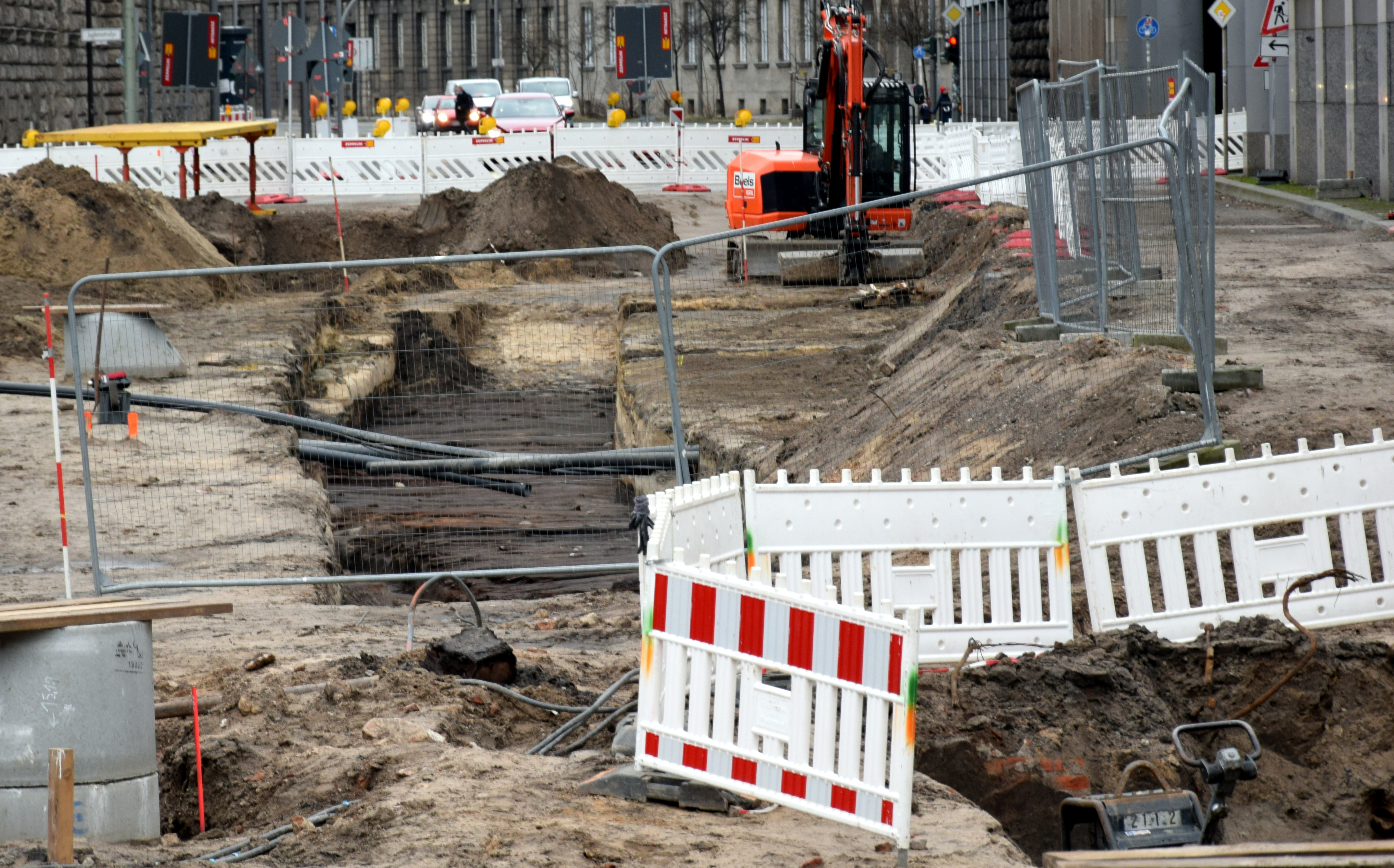
Der Bohlendamm wird vorsichtig frei gelegt.

Das Grabungsfeld umfasst auch Flächen zwischen dem Roten Rathaus und der Grunerstraße, deren Trassierung später verändert werden soll. Genau hier fanden die am Grabungsprojekt Beteiligten vor allem Zeugnisse aus der frühen Industriegeschichte Berlins: Unmittelbar neben dem Rathaus hatte die Stadt, als die Elektroenergie in großem Maße zum Einsatz kommen sollte, eines von vier Elektrizitätswerken errichten lassen, die „Central-Station Spandauer Straße“. Dafür mussten um 1888 alle vorherigen Bauten abgerissen werden. Die Anlage lieferte allerdings nur Gleichstrom und musste deshalb 1919 stillgelegt, in den 1930er Jahren dann beseitigt werden. Als Fundstücke sind weißgeflieste Wände, Fußbodenfliesen, verrostete Eisengestelle und Trägerteile dokumentiert. Um noch tiefer graben zu können, werden Teile der Mauern behutsam abgebrochen. Gesucht wird hier vor allem nach Spuren früheren jüdischen Lebens in Berlin, auf die ja auch bereits der Große Jüdenhof verweist.
Einige Fundstellen und Fundstücke sollen für die Einrichtung archäologischer Fenster genutzt werden. Kandidaten dafür sind laut dem Grabungsleiter das Palais Blankenfelde an der Spandauer Straße, das Kraftwerk, die Zornsche Apotheke (in welcher der 14-jährige Johann Friedrich Böttger die Goldherstellung versuchte), das Königliche Leihhaus und die allererste französische Kirche (Temple de Berlin) (Stand: Mitte Februar 2020).
Bis Ende des Jahres 2024 hat das Grabungsteam bereits fast 600.000 Fundstücke geborgen. Spektakuläre Stücke traten dabei zutage: Keramik- und Tonstatuetten der heiligen Katharina, einer Madonna mit Jesuskind sowie weitere kleine Frauenfiguretten. Sie alle haben Größen zwischen sieben und elf Zentimetern und zeugen laut der Archäologen von der Frömmigkeit des frühen Berliner Bürgertums. Sie stammen überwiegend aus der Mitte des 14. bis zum 15. Jahrhundert. Schon im Jahr 2022 bargen die Grabenden Teile eines Bohlendamms, der wohl ältesten Straße Berlins (siehe Bild); im Jahr 2024 kam ein japanisches Kurzschwert aus dem 17. Jahrhundert ans Tageslicht. Die Grabungsarbeiten sollen noch bis Ende des Jahres 2025 fortgeführt werden.
Das Landesdenkmalamt organisiert regelmäßige Führungen für Interessierte, die sich jeden Freitag um 14 Uhr an der Jüdenstraße am Alten Stadthaus einfinden können. Die Führungen sind kostenlos, können jedoch wetterbedingt ausfallen.

## Lage und Erschließung

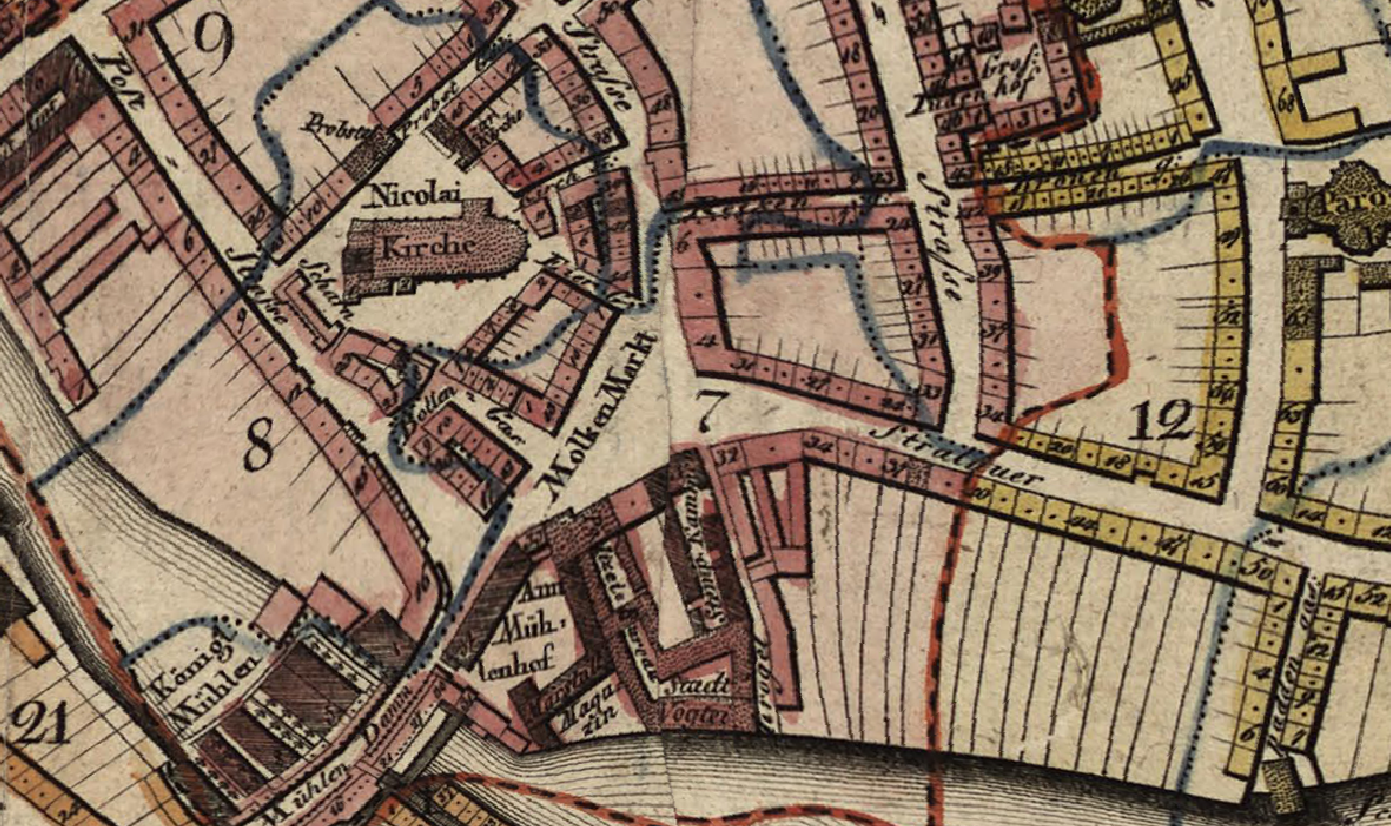
Karte mit Molkenmarkt, Nikolaiviertel und Parochialkirche, 1811

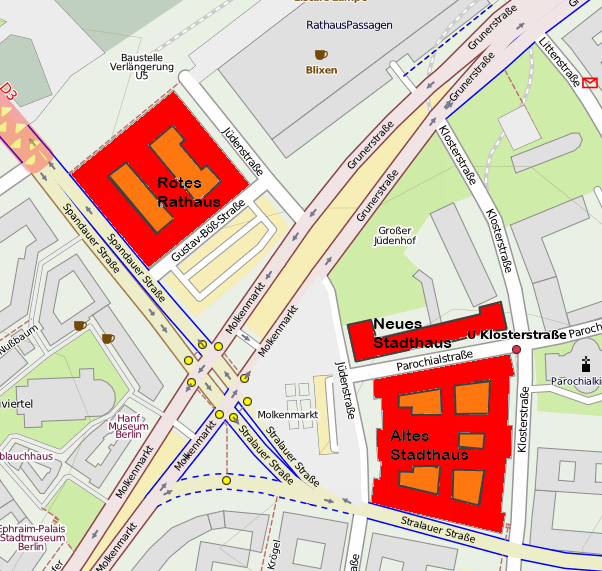
Karte mit Molkenmarkt, 2012

Die folgenden Straßen beginnen am Molkenmarkt oder tangieren ihn:
| - Am Krögel - Eiergasse - Grunerstraße - Jüdenstraße/Neue Jüdenstraße | - Mühlendamm - Parochialstraße - Spandauer Straße - Stralauer Straße |

## Geschichte

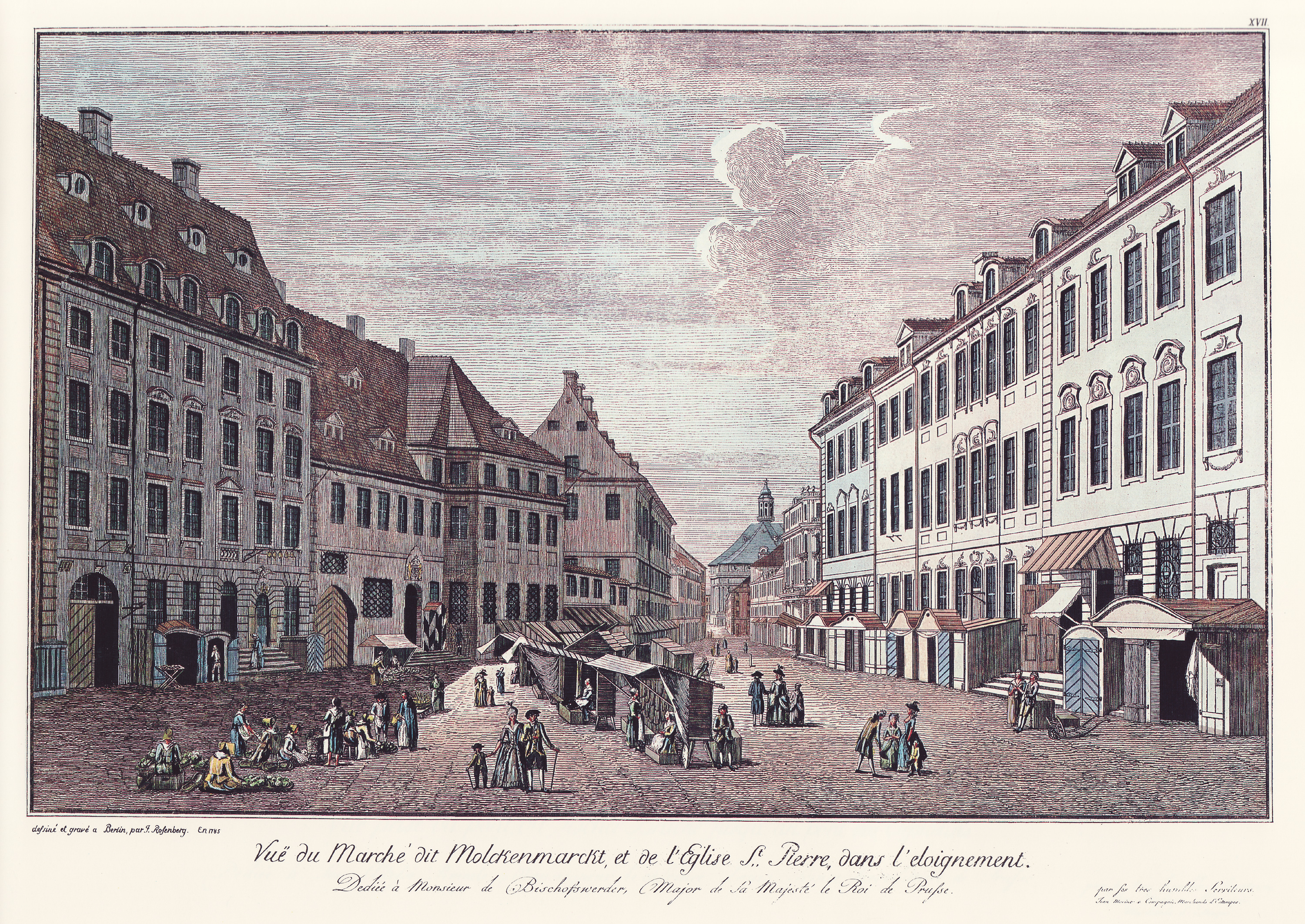
Molkenmarkt, um 1780

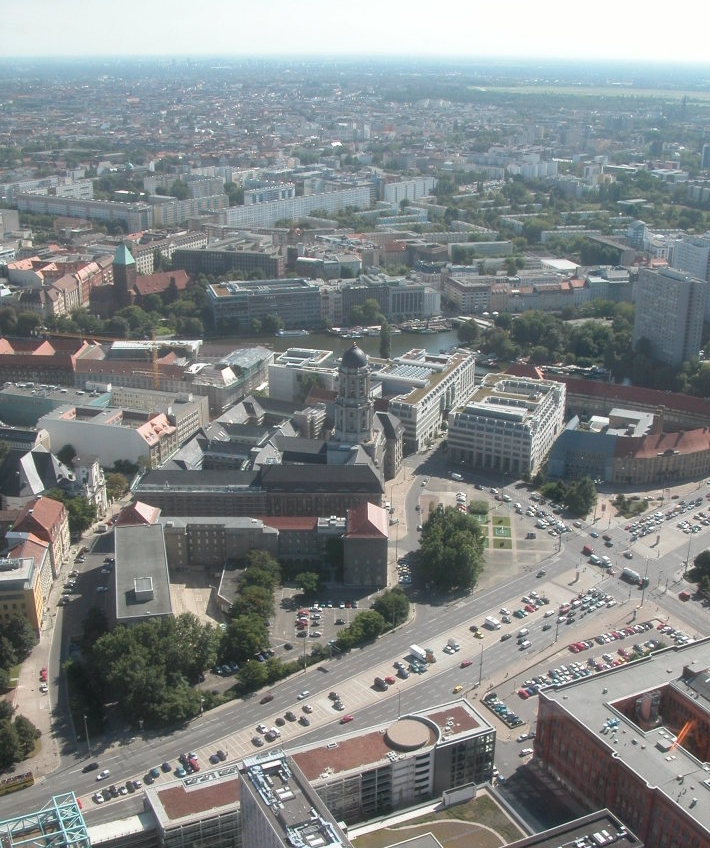
Luftbild mit Molkenmarkt, 2005

Schon vor der ersten Erwähnung Berlins (1244) und Cöllns (1237) wurde an dieser Stelle gehandelt und gefeilscht. Der Markt befand sich in günstiger Lage am nördlichen Ende des Mühlendamms, dem ersten befestigten Spreeübergang. Der neu eröffnete Neue Markt an der Marienkirche löste den Molkenmarkt Ende des 13. Jahrhunderts vom ersten Platz des meist bevölkerten Hauptmarkts ab. Kurfürst Friedrich III. ließ den Handelsmarkt nach kurzer Zeit schließen und nutzte ihn dann für Militärparaden. Im 18. Jahrhundert entstanden rings um den Platz mehrere Adelspalais, von denen jedoch nur das Palais Schwerin erhalten ist. In den 1930er Jahren mussten viele umliegende Bauten wegen der Verbreiterung des Mühlendamms und der Erweiterung der Mühlendammschleuse abgerissen werden.
Nach dem Ende des Zweiten Weltkriegs beschloss die Ost-Berliner Stadtverwaltung eine autogerechte Umgestaltung der Innenstadt und ließ nach dem Neubau der Mühlendammbrücke und der Errichtung der Wohnbauten in der Leipziger Straße die darüber verlaufende Grunerstraße achtspurig ausbauen, die eine schnelle Ost-West-Verbindung zwischen Alexanderplatz und dem Potsdamer Platz ermöglichte. Damit wurden etwa 80 Prozent der früheren Platzfläche zu einer reinen Verkehrsfläche, über die täglich rund 72.000 Fahrzeuge ihren Weg nehmen.
Das Ephraim-Palais wurde 1985 unweit vom alten Standort im Nikolaiviertel wieder aufgebaut, ebenso das Gasthaus Zur Rippe. Ein berlinweit bekannter Ort war der nahegelegene Große Jüdenhof.

## Name

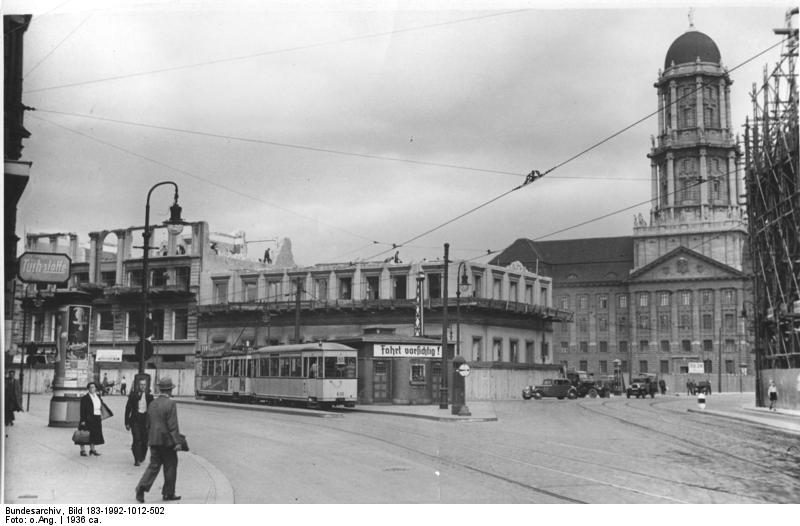
Abriss der nördlichen Randbebauung, 1936

Der Molkenmarkt trug zahlreiche historische Namen: Olde Markt (Op den Olden Markt) (13. Jahrhundert bis 1685), Mulkenmarkt (1685–1728), Königsmarkt (1737 bis um 1750; nachdem ein nach Entwurf von Andreas Schlüter angefertigtes Denkmal des Königs Friedrich I. aufgestellt worden war), Königsplatz (1728–1737). Seit etwa 1750 ist der Name Molkenmarkt amtlich.
Als Namensherkunft gilt einerseits die Mühlenhofmeierei, die hier ihre Milchprodukte verkaufte. Andererseits wird angenommen, dass der Name von Mollen (niederdeutsch für ‚Mühlen‘) am Mühlendamm abgeleitet wurde.

## Historische Bauten (Auswahl)
Von der historischen Bebauung vor 1934 gibt es am Molkenmarkt keine Bauwerke an ihrem ursprünglichen Standort mehr. 1936 erfolgten erste Abrisse für Neubauten und zur Verbreiterung der Straße. 1945 waren fast alle Gebäude stark beschädigt und wurden bis in die 1960er Jahre abgetragen. Erhalten sind die ehemalige Münze von 1934 (Nr. 1) und das Palais Schwerin (Nr. 3), das 1936 um einige Meter versetzt neu aufgebaut worden war.
Die historische Nummerierung der Häuser verlief im 18. und 19. Jahrhundert von der südöstlichen Seite nahe der Spree (Nrn. 1–3), über die nordöstliche Seite (Nrn. 4–6) bis zur westlichen Seite (Nrn. 7–14) entgegengesetzt zum Uhrzeigersinn.
- Nr. 1 – Um 1650 im Besitz von Erasmus Seidel, dann von Kanzler Lampert Distelmeyer, Baumeister Rochus zu Lynar und anderen.[16] Ab etwa 1794 Sitz der Stadtvogtei (hierzu hatte der preußisch jüdische Architekt Salomo Sachs 1793 die Fassadenentwürfe geliefert), seit dem 19. Jahrhundert Polizeipräsidium mit Einwohnermeldeamt und Stadtgefängnis. 1934 wurde die Münzprägestätte neu errichtet. Seit dem Jahr 2000 hat das Deutsch-Französische Jugendwerk dort seinen Sitz.[17]
- Nr. 2 – Bis in das 18. Jahrhundert im Besitz von verschiedenen Kaufleuten, dann in städtischen Besitz, später zum Stadtgefängnis dazu

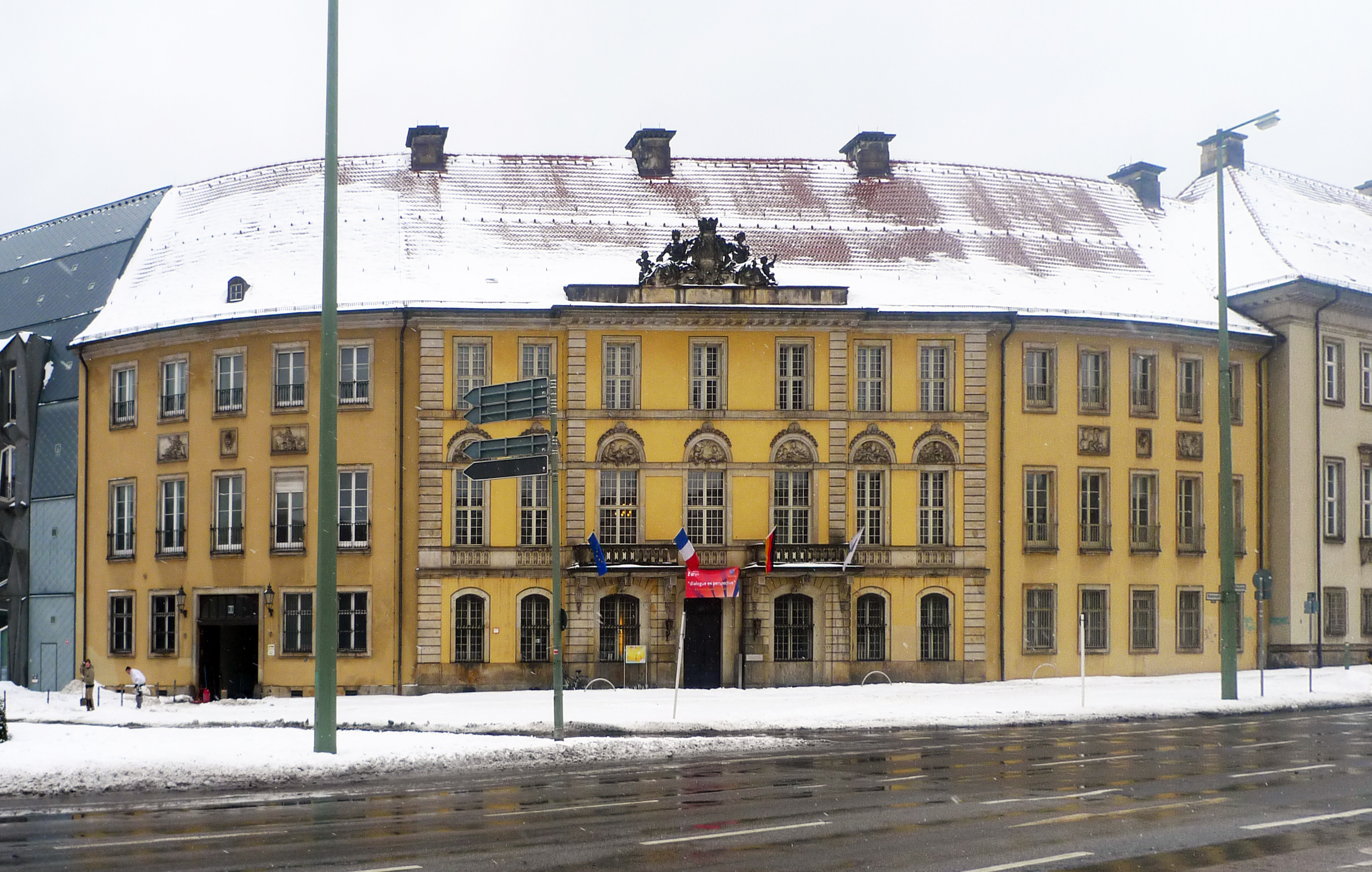
Barockes Palais Schwerin

- Nr. 3 – Palais Schwerin, der preußische Gesandte Otto von Schwerin erwarb das Haus und ließ es für seine Familie als Wohnsitz herrichten. Im 18. Jahrhundert kam es ebenfalls in königlichen, dann in städtischen Besitz und wurde im 19. Jahrhundert dem Stadtgefängnis eingegliedert. 1936 um einige Meter umgesetzt. Das Gebäude ist erhalten und als Baudenkmal geschützt.
- Nr. 4 – Der Bürgermeister Andreas Lindholtz besaß das Haus um 1650, und gab es an seinen Sohn Amtskammergerichtsrat Andreas Lindholz weiter. 1696 erbaute der Apotheker Friedrich Zorn ein neues Haus (Zorn’sche Apotheke), das 1945 zerstört und dann abgetragen wurde.
- Nr. 13 – Gasthaus Zur Rippe, 1945 zerstört, 1986 an etwas versetzter Stelle wieder aufgebaut.

In der Umgebung des Molkenmarktes gab und gibt es weitere historisch bedeutsame Gebäude:
- Altes Stadthaus, erhalten.
- Gebäude der Städtischen Feuersozietät, 1932 errichtet, erhalten.[10]
- Ephraim-Palais, ursprünglich Poststraße 16, 1986 an versetzter Stelle im Nikolaiviertel rekonstruiert.
- Haus Blankenfelde, erbaut 1390, war ältestes erhaltenes Wohnhaus in Berlin, 1888 abgetragen für
- das Elektrizitätswerk Central-Station Spandauer Straße, 1889 erbaut, 1945 zerstört.

## Umbau in Anlehnung an die Historie

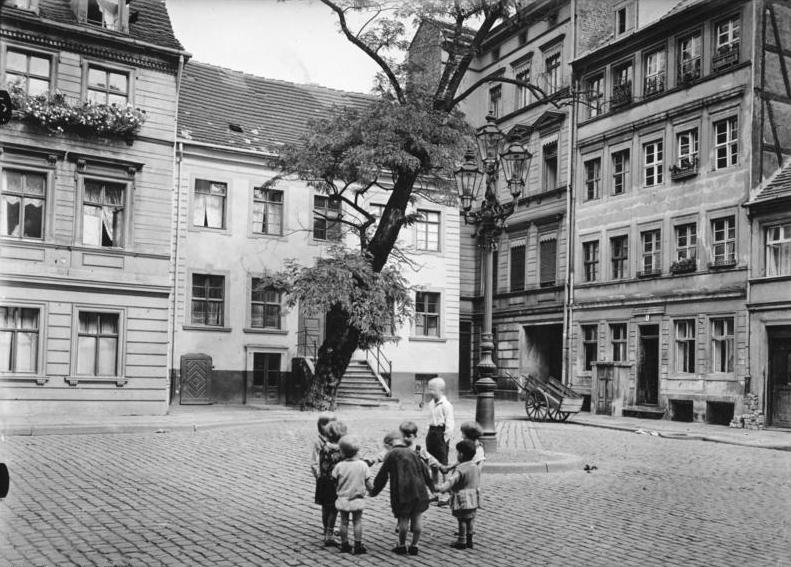
Großer Jüdenhof, 1930

Das Planwerk Innenstadt und der darauf fußende Bebauungsplan Klosterviertel sehen vor, die Grunerstraße zurückzubauen, sie zum Roten Rathaus hin zweifach zu verschwenken und den Platz sowie das ihn umgebende Quartier in einer an die ursprüngliche Platzgeometrie angelehnten Form zu bebauen. Statt der früheren Straßen mit maximal zwei bis drei Fahrstreifen pro Richtung sollen jedoch nun vier- bis sechsstreifige Straßenzüge mit einer Straßenbahn auf einem eigenen, begrünten Gleiskörper (Rasengleis) angelegt werden.
Entgegen der ursprünglichen Bebauung sind zunächst deutlich höhere Traufhöhen vorgesehen, allerdings in eher lockerer Blockbebauung. Auch der Platz vor dem Alten Stadthaus würde dann wieder bebaut. Das Quartier war von den Nationalsozialisten zur Anlage eines Gauforums niedergelegt und auch zu DDR-Zeiten aus Repräsentationsgründen freigehalten worden. Diese Konzeption ist wegen ihrer verkehrstechnischen Änderungen und wegen des Abtrennens des Stadthauses vom Platz als bisher platzdominierendes Bauwerk umstritten.
Zum Projekt Molkenmarkt gehören auch der Große Jüdenhof an der Jüdenstraße und das Umfeld der Ruine der Klosterkirche an der Klosterstraße.